# Balla Balla (rzeka)
Balla Balla – rzeka w Australii, w stanie Australia Zachodnia. Ma 30 km długości. Wypływa w pobliżu miejscowości Whim Creek, uchodzi do Oceanu Indyjskiego w pobliżu wyspy Depuch Island. Nazwa rzeki została po raz pierwszy zanotowana przez geodetę Johna Forresta w 1878 roku i pochodzi z języków aborygeńskich, prawdopodobnie od słowa "Parla", które w języku Kariyarra oznacza błoto. Rzeka jest znana z połowów ryb barramundi, jest też popularnym miejscem na kemping.